# Fabio Luisi
Fabio Luisi (Génova, 17 de enero de 1959) es un director de orquesta italiano. Se formó como director en Graz, y desempeñó diversas posiciones en instituciones operísticas de Alemania y Austria. En la actualidad es director principal de la Metropolitan Opera de Nueva York desde 2011 y director general musical de la Ópera de Zúrich desde 2012. En septiembre de 2014 fue designado como director principal de la Orquesta Sinfónica Nacional de Dinamarca (para tomar el puesto a partir de 2017).

## Vida
Luisi nació en Génova. Asistió al Conservatorio Nicolò Paganini y fue alumno de Memi Schiavina. Después de recibir su título en estudios de piano, continuó la instrucción de piano con Aldo Ciccolini y Antonio Bacchelli.
Luisi desarrolló su interés en dirigir mientras trabajaba como acompañante de piano, y estudió dirección de orquesta en el Conservatorio de Graz con Milan Horvat. 

## Carrera
Trabajó en la Ópera de Graz como acompañante y director de orquesta. Su primera aparición en la dirección fue en Italia en 1984. De 1990 a 1995, fue director principal de la Orquesta Sinfónica de Graz. De 1995 a 2000, se desempeñó como Director Artístico y Director de la Tonkünstlerorchester en Viena. De 1996 a 1999, fue uno de los tres directores principales (Hauptdirigenten) de la Orquesta Sinfónica MDR (Mitteldeutscher Rundfunk Sinfonieorchester) en Leipzig, junto con Marcello Viotti y Manfred Honeck. De 1999 a 2007, fue el único director principal de la orquesta de MDR. Fue el director principal de la Orchestre de la Suisse Romande de 1997 a 2002.
En enero de 2004, Luisi fue nombrado director de una de las grandes orquestas europeas, la Staatskapelle Dresden y de la Semperoper, Dresde. Asumió ambos puestos en septiembre de 2007. Con la Staatskapelle Dresden, Luisi realizó grabaciones de la música de Richard Strauss, una de las grandes especialidades de la orquesta y de Anton Bruckner. Originalmente, Luisi debía acabar como director titular de la Staatskapelle Dresden en 2012, al vencimiento de su contrato. Sin embargo, renunció a ambos puestos en Dresde en febrero de 2010, con efecto inmediato, después de informes de que la gerencia de Staatskapelle había asegurado un contrato con la red ZDF para un concierto televisado programado para la víspera de Año Nuevo de 2010 con Christian Thielemann como director, sin consultarle en absoluto en su capacidad como GMD de la orquesta.
Luisi se desempeñó como Director de la Vienna Symphony de la temporada 2005 a 2013. Se convirtió en generalmusikdirektor (director general de Música) de la Ópera de Zúrich en 2012, que también incluye conciertos de orquesta con la orquesta de la ópera bajo el nombre de Philharmonia Zurich.
Luisi dirigió por primera vez la Orquesta Sinfónica Nacional de Dinamarca en 2010. En agosto de 2014, la orquesta anunció el nombramiento de Luisi como su próximo director principal, con vigencia en 2017, con un contrato inicial hasta 2020. En enero de 2016, la Opera di Firenze anunció la designación de Luisi como su próximo director musical, el primer director en ostentar ese título en la compañía, y en paralelo, como director del Maggio Musicale Fiorentino, a partir de abril de 2018, con un contrato de 5 años.
En los Estados Unidos, Luisi hizo su debut en la Ópera Metropolitana de Nueva York en marzo de 2005, con Don Carlo de Giuseppe Verdi. En abril de 2010, Luisi fue nombrado director invitado principal del Met, por un contrato inicial de tres años, con vigencia para la temporada 2010-2011. Luisi es el segundo director en ser nombrado para este puesto en la Ópera Metropolitana, después de Valery Gergiev. Fue elevado al puesto de director principal en septiembre de 2011, cuando el director musical James Levine se retiró de sus actuaciones programadas para otoño de 2011. Luisi se retiró de su puesto en la Ópera Metropolitana al cierre de la temporada 2016-2017. 
Luisi ha dirigido varias grabaciones de ópera, incluyendo Aroldo, Jérusalem y Alzira de Giuseppe Verdi, y Guillermo Tell de Gioacchino Rossini. Ganó un premio Grammy por su dirección de Sigfrido y Götterdämmerung en un lanzamiento en DVD de Deutsche Grammophon del ciclo operístico de Richard Wagner, Der Ring des Nibelungen. Estas representaciones fueron grabadas en vivo en la Ópera Metropolitana y nombradas Mejor Grabación de Ópera de 2012.
Luisi y su esposa Barbara Luisi, fotógrafa y violinista, tienen tres hijos. Fuera de la música, sus pasatiempos incluyen la perfumería y la producción de su propia línea de perfumes personales.

## Discografía selecta
- 2000 – Verdi: Jerusalén. Giordani, Mescheriakova, Scandiuzzi, Coro del Gran Teatro de Ginebra, Orquesta de la Suisse Romande (Philips, Decca).
- 2001 – Verdi: Alzira. Vargas, Mescheriakova, Gavanelli, Coro del Gran Teatro de Ginebra, Orquesta de la Suisse Romande (Philips).
- 2004 – Strauss, R.: Don Juan & Aus Italien. Staatskapelle Dresden (Sony).
- 2007 – Bruckner: Sinfonía n.º 9. Staatskapelle Dresden (Sony BMG).
- 2008 – Bellini: I Capuleti e i Montecchi. Netrebko, Garanča, Calleja (DG; en vivo en Viena 2008).
- 2010 – Garanča - Aria Cantilena. Garanča, Staatskapelle Dresden (DG).
- 2012 – Gounod: Roméo et Juliette. Bocelli, Alberola, Orquesta del Teatro Carlo Felice de Génova (Decca).